# Hound Dog Taylor
Theodore Roosevelt „Hound Dog“ Taylor (12. dubna 1915 – 17. prosince 1975) byl americký bluesový kytarista a zpěvák. Původně hrál na klavír, ale ve věku 20 let začal hrát na kytaru. V roce 1942 se přestěhoval do Chicaga. Hudebníkem na plný úvazek se stal v roce 1957, ale nebyl příliš známý za hranicemi Chicaga, hrál v malých klubech pro černé obyvatele. Byl známý pro jeho elektrifikovanou slide kytaru. Na levé ruce měl šest prstů. V roce 1984 byl uveden do Blues Hall of Fame. Je pochován na Restvale Cemetery ve městě Alsip v Illinois.

## Diskografie
- 1971: Hound Dog Taylor & the Houserockers
- 1973: Natural Boogie
- 1975: Beware of the Dog
- 1982: Genuine Houserocking Music
- 1994: Freddie's Blues
- 2004: Release the Hound